# Mojsinje (Čačak)
Pour les articles homonymes, voir Mojsinje.
Mojsinje (en serbe cyrillique : Мојсиње) est un village de Serbie situé sur le territoire de la Ville de Čačak, district de Moravica. Au recensement de 2011, il comptait 831 habitants.

## Démographie

### Évolution historique de la population
| 1948 | 1953 | 1961 | 1971 | 1981 | 1991 | 2002 | 2011 |
| ---- | ---- | ---- | ---- | ---- | ---- | ---- | ---- |
| 933  | 947  | 946  | 891  | 897  | 877  | 869  | 831  |

|  |

## Personnalité
Dans l'église de l'Assomption, construite en 1833, se trouve la tombe du voïvode Raka Levajac (1777-1833).